# Mon Master
Mon Master est une plateforme web destinée à informer les candidats aux masters de l'enseignement supérieur français, puis à recueillir et gérer leurs vœux d'affectation. La plateforme monmaster.gouv.fr recense les seuls diplômes nationaux de master (DNM) accrédités par le Haut Conseil de l'évaluation de la recherche et de l'enseignement supérieur (Hcéres) ; elle exclut les formations privées, ainsi que les formations dispensées exclusivement à destination d’un public en formation continue, les formations des écoles de journalisme membres de la Conférence des écoles de journalisme, et certaines formations internationales. En 2024, le dispositif gère près de 209 000 candidatures et plus de 8 000 formations.
Mis en place le 1er février 2023 par le Ministère de l'Enseignement supérieur et de la recherche, Mon Master permet de constituer un dossier unique, utilisable pour toutes les candidatures aux différents masters, tout en suivant le calendrier commun à tous les établissements.
Sont exclus du dispositif plusieurs types de candidats : ceux de nationalité étrangère (sauf ressortissants de l’Espace économique européen, d’Andorre, de Suisse ou de Monaco) dont le pays de résidence est couvert par le dispositif Études en France ; ceux autorisés à redoubler leur première année de master ; ceux dont le cursus prévoit automatiquement l’admission en première année de master ; et ceux qui demandent une validation des études supérieures (VES) ou une validation des acquis professionnels (VAP) ou une validation des acquis de l'expérience (VAE).
Le portail monmaster.gouv.fr, tout comme son prédécesseur trouvermonmaster.gouv.fr, sert également d'interface avec les services rectoraux pour les candidats qui n'ont reçu aucune réponse positive à leurs candidatures : l'onglet "saisir le recteur" conduit à un télé-service de saisine du rectorat.

## Histoire
Le portail Monmaster remplace le portail Trouvermonmaster.gouv.fr, mis en ligne en 2017 après la loi du 9 décembre 2016, en ajoutant la fonctionnalités de dossier unique, de calendrier unique, de dépôt de candidature et d'acceptation des propositions. Lancé le 1er février 2017, le portail Trouvermonmaster.gouv.fr recense 4 883 masters en 2017, 4 826 en 2018, 3 571 en 2020, 3 735 en 2022.
En 2021, la mise en ligne de Monmaster est annulée in extremis en raison d'oppositions tant d'universitaires que d'associations étudiantes, en raison d'inquiétudes. Le 15 septembre 2022, la ministre annonce son déploiement néanmoins.
En 2023, 209 000 candidats se sont inscrits sur Mon Master (contre 190 000 en 2022). 72% ont reçu une proposition d'admission (82% pour les étudiants issus d'une licence générale, 61% pour ceux issus de master, 57% pour ceux issus d'une licence professionnelle). 10% des candidats ont été classés sur liste d’attente, sans recevoir de proposition d’admission.
| Disciplines                                       | Nombre de places disponibles | Nombre de candidats pour une place | Nombre moyen de propositions d'admission | Pourcentage de candidats ayant accepté une proposition d'admission en phase principale |
| ------------------------------------------------- | ---------------------------- | ---------------------------------- | ---------------------------------------- | -------------------------------------------------------------------------------------- |
| Droit et sciences politiques                      | 23 894                       | 1,8                                | 2,8                                      | 16,3                                                                                   |
| Économie, gestion et AES                          | 25 585                       | 2,3                                | 2,0                                      | 14,6                                                                                   |
| Lettres, langues, art                             | 23 099                       | 1,5                                | 1,9                                      | 11,5                                                                                   |
| Sciences humaines et sociales                     | 29 812                       | 2,1                                | 1,9                                      | 18,2                                                                                   |
| Sciences fondamentales et appliquées (dont STAPS) | 35 734                       | 1,6                                | 2,4                                      | 21,7                                                                                   |
| MEEF                                              | 33 549                       | 1,1                                | 3,0                                      | 17,8                                                                                   |
| Ensemble                                          | 171 673                      | 1,2                                | 2,7                                      | 100%                                                                                   |

En 2024, une phase d'inscription complémentaire est rajoutée au dispositif.
Nombre de candidats en master gérés par Trouvermonmaster (2017-2022) et Monmaster (2023-…),

## Fonctionnalités
Pour accéder à une formation délivrant le diplôme national de master, les étudiants doivent posséder un diplôme national conférant le grade de licence, ou son équivalent et, dans ce cas, suivre une procédure de validation des acquis. L'entrée en 2e année de master n'est pas possible sur la plateforme nationale (mais généralement possible localement).
L'ensemble des masters français est visible sur la plateforme monmaster.gouv.fr (diplômes nationaux de master accrédités par le Hcéres) ; les formations privées, les formations exclusivement proposées à la formation continue, certaines formations des écoles de journalisme, et certaines formations internationales n'y apparaissent pas.
Du côté des candidats, la plateforme Mon Master permet trois types d'action : la consultation de l'offre nationale de masters ; la constitution d'un dossier personnel (CV, lettre de motivation, relevés de notes, lettres de recommandation, expériences professionnelles et stages, etc.) ; le dépôt de candidature et l'acceptation des places offertes. Le nombre de candidatures possible s'élève à 15 candidatures par personne, et 15 candidatures supplémentaires à des masters qui sont proposés en alternance.
Du côté des établissements, la plateforme permet la collecte des candidatures et l'extraction sous forme de tableurs, la consultation des dossiers en ligne, et la remontée des listes hiérarchisées de candidatures acceptées. « Les commissions pédagogiques de chaque établissement examinent toutes les candidatures déposées sur la plateforme qui ne propose aucun algorithme pour réaliser les classements ».

## Saisine rectorale
Mon Master permet de bénéficier d'un accompagnement du rectorat pour tenter d'obtenir une formation en master après un refus initial. Les titulaires d'une licence obtenue récemment et qui ne seraient acceptés dans aucun master peuvent solliciter le rectorat dans des conditions très strictes pour tenter d'obtenir une proposition d'inscription alternative.
Les rectorats proposent le dossier de l'étudiant aux universités qui possèdent des masters dans lesquels il reste de la place, l'université étant libre d'accepter ou non la candidature. La procédure suscite incertitude et critiques depuis longtemps : en 2017, la procédure avait été utilisée par 3 300 candidats et 735 avaient pu trouver une place.

## Inconvénients et avantages
Les arguments en faveur de la plateforme Monmaster.gouv.fr reposent sur le « choc de simplification » que représente le passage à des candidatures entièrement dématérialisées et accessibles sans restriction d'académie. Elle « permet en particulier d’améliorer l’allocation des places, et de simplifier les démarches des candidats grâce à un guichet unique, un calendrier unique, et un process dématérialisé ».
Les inconvénients soulevés par ses détracteurs, au-delà des critiques sur la plateformisation des services publics, sont liés aux difficultés techniques vécues par « les étudiants (disparition de formations, pièces invalides, documents exigés à tort…), tandis que les responsables de master pointaient des difficultés de prise en main ». L'absence de phase complémentaire en 2023 a été très critiquée. Mais également l'absence de solutions aux inégalités d'attractivité des formations est soulignée : « la plate-forme Mon master n’a, en effet, pas réussi à résorber le phénomène des places vacantes : les formations sous tension restent les mêmes, tandis que les masters peu attractifs ne font toujours pas le plein ». Certains enfin pensent que les inconvénients de la plateforme poussent les candidats dans les bras des écoles privées.

## Compatibilité des licences et des masters
Un arrêté du Ministère fixe une liste des mentions du diplôme national de licence dites compatibles avec les mentions du diplôme national de master. Cette liste sert aux rectorats d'académies pour proposer une place aux étudiants qui n'en ont pas trouvé au terme des phases principales et complémentaires et qui saisissent ses services.